# Antonio Carlos da Silva Neto
Antonio Carlos da Silva Neto (* 29. Oktober 1985 in Natal), auch bekannt als Neto Potiguar, ist ein ehemaliger brasilianischer Fußballspieler.

## Karriere
Neto begann seine Karriere 2004 beim Zweitligisten EC Bahia. 2005 wurde er an dem japanischen Erstligisten Albirex Niigata ausgeliehen. 2006 kehrte er nach Brasilien zurück und unterschrieb einen Vertrag beim Zweitligisten Marília AC. 2007 wechselte er zu SE Gama. Danach spielte er bei ABC Natal, Guarani FC und Paysandu SC.